# Сынтульское городское поселение
Сынтульское городское поселение — муниципальное образование (городское поселение) в Касимовском районе Рязанской области. Административный центр — рабочий посёлок Сынтул.

## История
Сынтульское городское поселение образовано в 2004 г.

## Население
| 2009  | 2010  | 2012  | 2013  | 2014  | 2015  | 2016  |
| ----- | ----- | ----- | ----- | ----- | ----- | ----- |
| 1747  | ↘1688 | ↘1671 | ↘1641 | ↘1608 | ↘1596 | ↘1575 |
| 2017  | 2018  | 2019  | 2020  | 2021  | 2023  |       |
| ↘1545 | ↘1515 | ↘1481 | ↘1474 | ↗1554 | ↘1551 |       |

## Состав городского поселения
| № | Населённый пункт | Тип населённого пункта                          | Население |
| - | ---------------- | ----------------------------------------------- | --------- |
| 1 | Сынтул           | посёлок городского типа, административный центр | ↘1551     |